# كارول باركس
كارول باركس (بالإنجليزية: Carol Parks)‏ هي مغنية وملحنة أمريكية، ولدت في 30 نوفمبر 1949 في باسادينا في الولايات المتحدة، وتوفيت في 21 أكتوبر 2010 في فالي فيليج في الولايات المتحدة.

## وصلات خارجية
- كارول باركس على موقع IMDb (الإنجليزية)
- كارول باركس على موقع ميوزك برينز (الإنجليزية)
- كارول باركس على موقع ميوزك برينز (الإنجليزية)
- كارول باركس على موقع ديسكوغز (الإنجليزية)
- كارول باركس على موقع ديسكوغز (الإنجليزية)
- كارول باركس على موقع ديسكوغز (الإنجليزية)
- كارول باركس على موقع ديسكوغز (الإنجليزية)